# Liu Yanan
Liu Yanan (chinês tradicional: 劉亞男; Dalian, 29 de setembro de 1980) é uma jogadora de voleibol chinesa, duas vezes medalhista em Jogos Olímpicos.
Liu estreou nos Jogos Olímpicos de 2004, em Atenas, onde conquistou a medalha de ouro com a seleção chinesa. Quatro anos depois esteve competindo em casa, nos Jogos de Pequim, onde obteve uma nova medalha olímpica, dessa vez de bronze.